# Valdir Benedito
Valdir Benedito (Araraquara, Brasil, 25 d'octubre de 1965) és un futbolista brasiler. Va disputar 3 partits amb la selecció del Brasil.

## Estadístiques
| Selecció de Brasil | Selecció de Brasil | Selecció de Brasil |
| Anys               | Partits            | Gols               |
| ------------------ | ------------------ | ------------------ |
| 1991               | 3                  | 0                  |
| Total              | 3                  | 0                  |